# Try a Little Tenderness
"Try a Little Tenderness" is een nummer geschreven door Jimmy Campbell, Reg Connelly en Harry M. Woods. Het nummer werd op 8 december 1932 voor het eerst opgenomen door het Ray Noble Orchestra met zang van Val Rosing. In 1966 werd de bekendste versie van het nummer opgenomen door Otis Redding, die het op 14 november van dat jaar uitbracht als de derde single van zijn album Complete & Unbelievable: The Otis Redding Dictionary of Soul.

## Achtergrond
In 1933 scoorden Ted Lewis en Ruth Etting hits met "Try a Little Tenderness". Dat jaar werd het ook opgenomen door Bing Crosby en Bob en Alf Pearson. Soulzanger Otis Redding nam in 1966 een populaire versie op in een totaal andere stijl. Redding kreeg op zijn opname steun van Booker T. & the M.G.'s. Stax Records-producer Isaac Hayes werkte aan het arrangement. De versie van Redding bevat een langzame, soulvolle opening die uiteindelijk overgaat in een rhythm-and-bluesconclusie. Zijn versie bevat, naast elementen uit het nummer "Just Squeeze Me (But Please Don't Tease Me)" van Duke Ellington en Lee Gaines uit 1941, ook de woorden "sock it to me".
"Try a Little Tenderness" werd in de versie van Redding een hit in de Verenigde Staten, met een 25e plaats in de Billboard Hot 100, en in het Verenigd Koninkrijk, waar het tot positie 46 kwam. Het tijdschrift Rolling Stone zette het op plaats 204 in hun lijst The 500 Greatest Songs of All Time. Deze versie van het nummer werd gebruikt in de films Pretty in Pink uit 1986, The Commitments uit 1991 en Shrek uit 2001. In 2011 gebruikten rappers Jay-Z en Kanye West een sample van het nummer in hun eigen nummer "Otis" van hun album Watch the Throne.
Andere versies van het nummer werden opgenomen door onder meer Michael Bublé, Golden Earring (als B-kant van de single "Gotta See Jane"), Glen Hansard, The Ohio Players, Amber Riley (in de televisieserie Glee), Frank Sinatra, Percy Sledge, Rod Stewart, Three Dog Night (plaats 29 in de Billboard Hot 100 in 1969) en Tina Turner. Een instrumentale versie van het nummer werd gebruikt in de openingsscène van de film Dr. Strangelove or: How I Learned to Stop Worrying and Love the Bomb uit 1964.

## NPO Radio 2 Top 2000
| Nummer met noteringen in de NPO Radio 2 Top 2000 | '15  | '16  | '17  | '18  | '19  | '20  | '21  |
| ------------------------------------------------ | ---- | ---- | ---- | ---- | ---- | ---- | ---- |
| Try a Little Tenderness                          | 1320 | 1317 | 1494 | 1546 | 1834 | 1602 | 1907 |

1. ↑  Een vetgedrukt getal geeft de hoogste notering aan.
2. ↑  2015 was het eerste jaar met een notering voor dit nummer.
3. ↑  Deze tabel is bijgewerkt tot en met de laatste editie (2024).